# شهرستان یونیون (کارولینای شمالی)
شهرستان یونیون، کارولینای شمالی (به انگلیسی: Union County, North Carolina) یک سکونتگاه مسکونی در ایالات متحده آمریکا است که در کارولینای شمالی واقع شده‌است.

## خصوصیات
شهرستان یونیون ۱٬۶۵۷٫۶ کیلومترمربع مساحت دارد.